# Stormigt hav
Stormigt hav benämns två liknande oljemålningar av August Strindberg. De kallas även för Slätprick (vita sjömärket) respektive Ruskprick. Båda målades 1892 och ingår sedan 1968 i samlingarna på Nationalmuseum i Stockholm. 
Strindberg målade enbart landskap – ofta stränder och havsutsikter från Stockholms skärgård. Både som författare och konstnär lyckades Strindberg skapa något originellt, men erkännandet och det stora intresset för hans måleri kom först på 1960-talet, långt efter hans död. 
Han avbildade gärna havet i storm med skummande vågor och ovädershimlar, till exempel i Vita märrn (1892) och Vågen (1900–1902). Man ska ”måla sitt inre och icke gå och rita af stockar och stenar” menar Strindberg i sin självbiografiska roman Tjänstekvinnans son från 1886. På försommaren 1892 var Strindberg på Dalarö för att måla. Hans expressiva bilder speglade hans splittrade sinnesstämning. För Strindberg fungerade måleriet som en ventil när han hade svårt att skriva och i hans känslomässiga kris han upplevde efter skilsmässan från Siri von Essen 1891.
Slätprick och ruskprick är äldre typer av sjömärken; slätpricken är en enkel pinne medan den röda ruskpricken har en ruska i toppen. 